# Aedes corneti
Aedes corneti är en tvåvingeart som beskrevs av Huang 1986. Aedes corneti ingår i släktet Aedes och familjen stickmyggor.
Artens utbredningsområde är Sierra Leone. Inga underarter finns listade i Catalogue of Life.